# Euproctis croceola
Euproctis croceola är en fjärilsart som beskrevs av Embrik Strand 1918. Euproctis croceola ingår i släktet Euproctis och familjen tofsspinnare. Inga underarter finns listade i Catalogue of Life.

## Bildgalleri

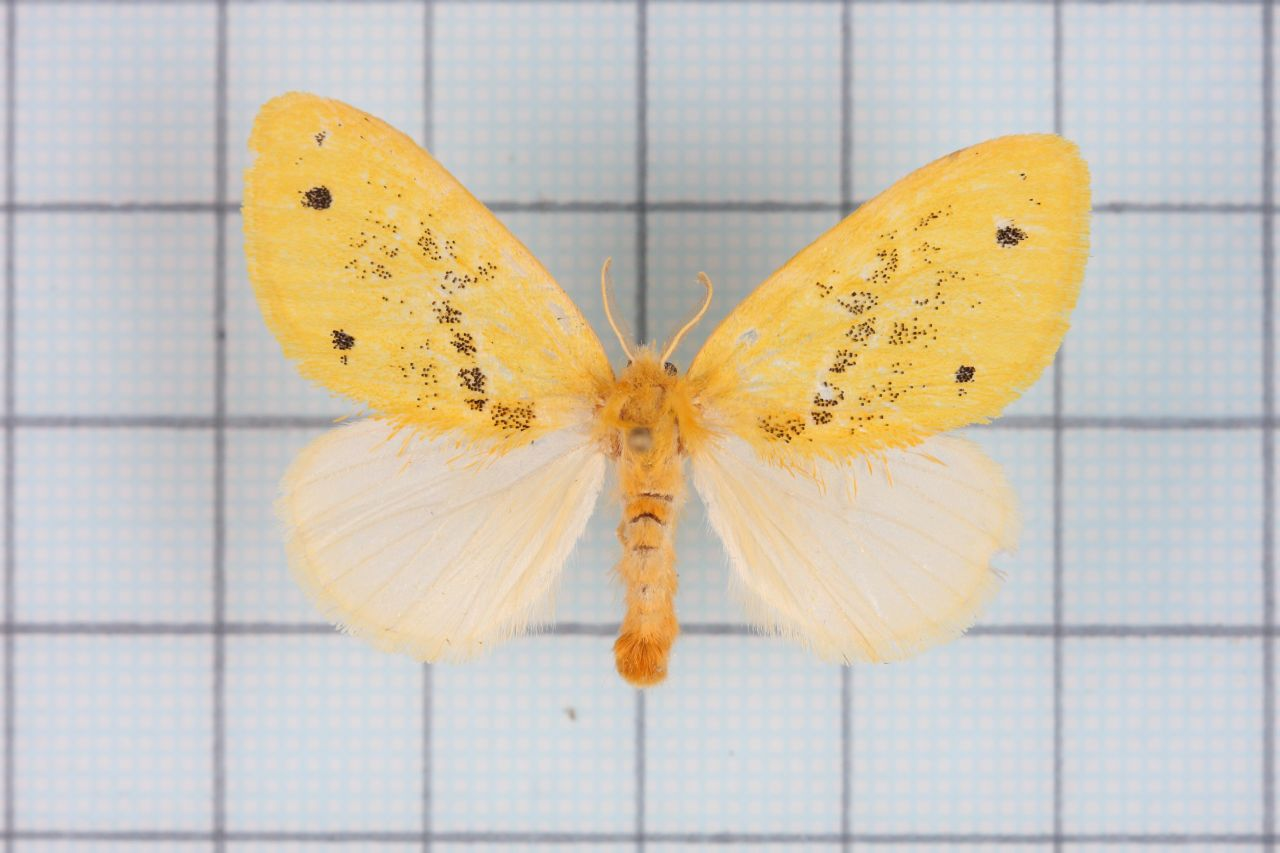
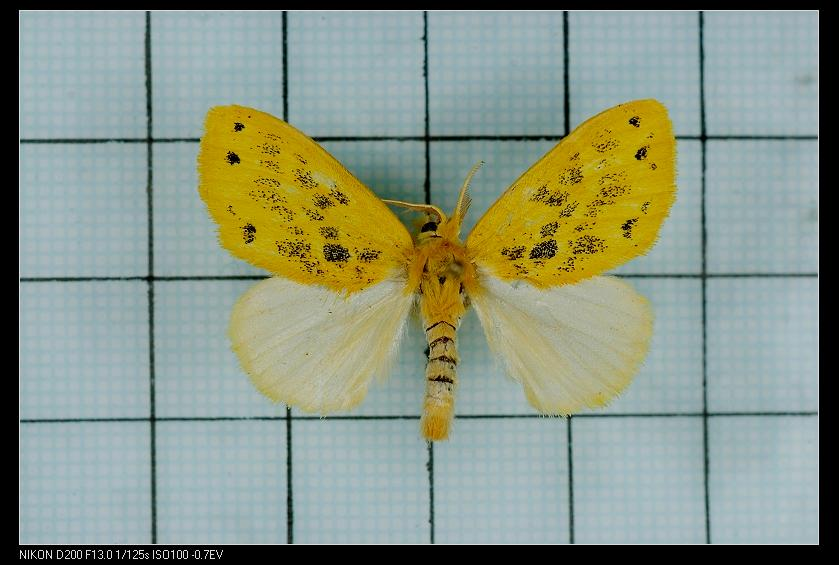
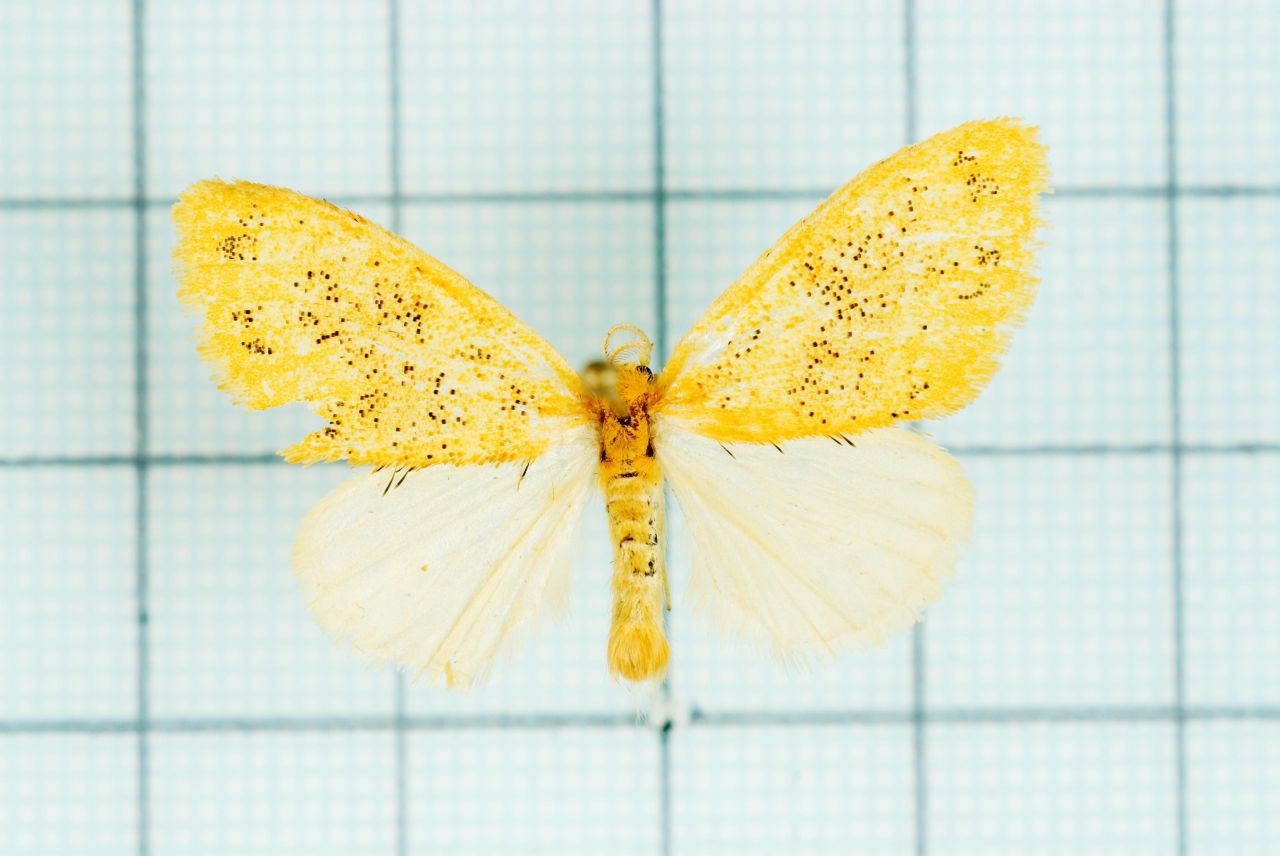
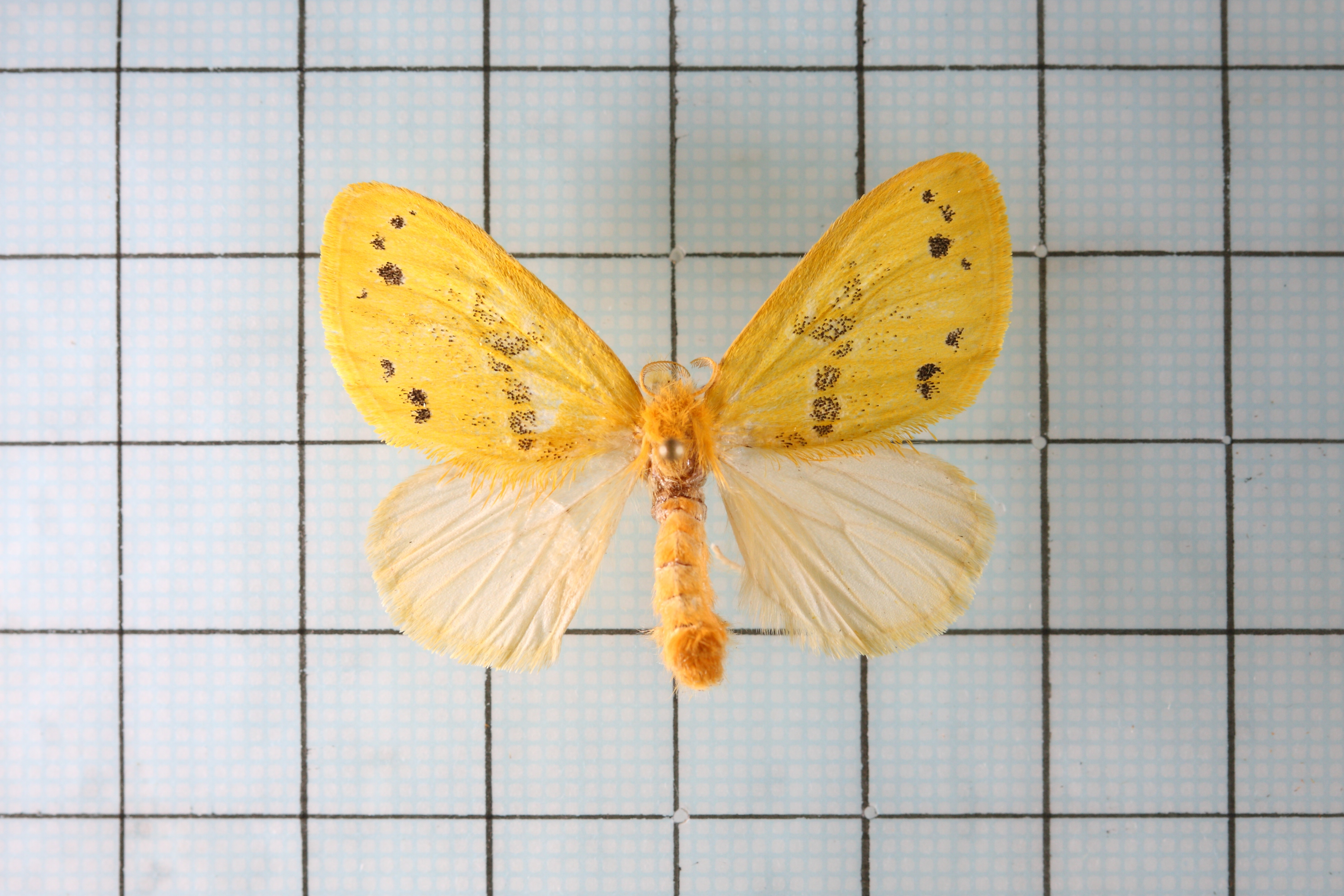
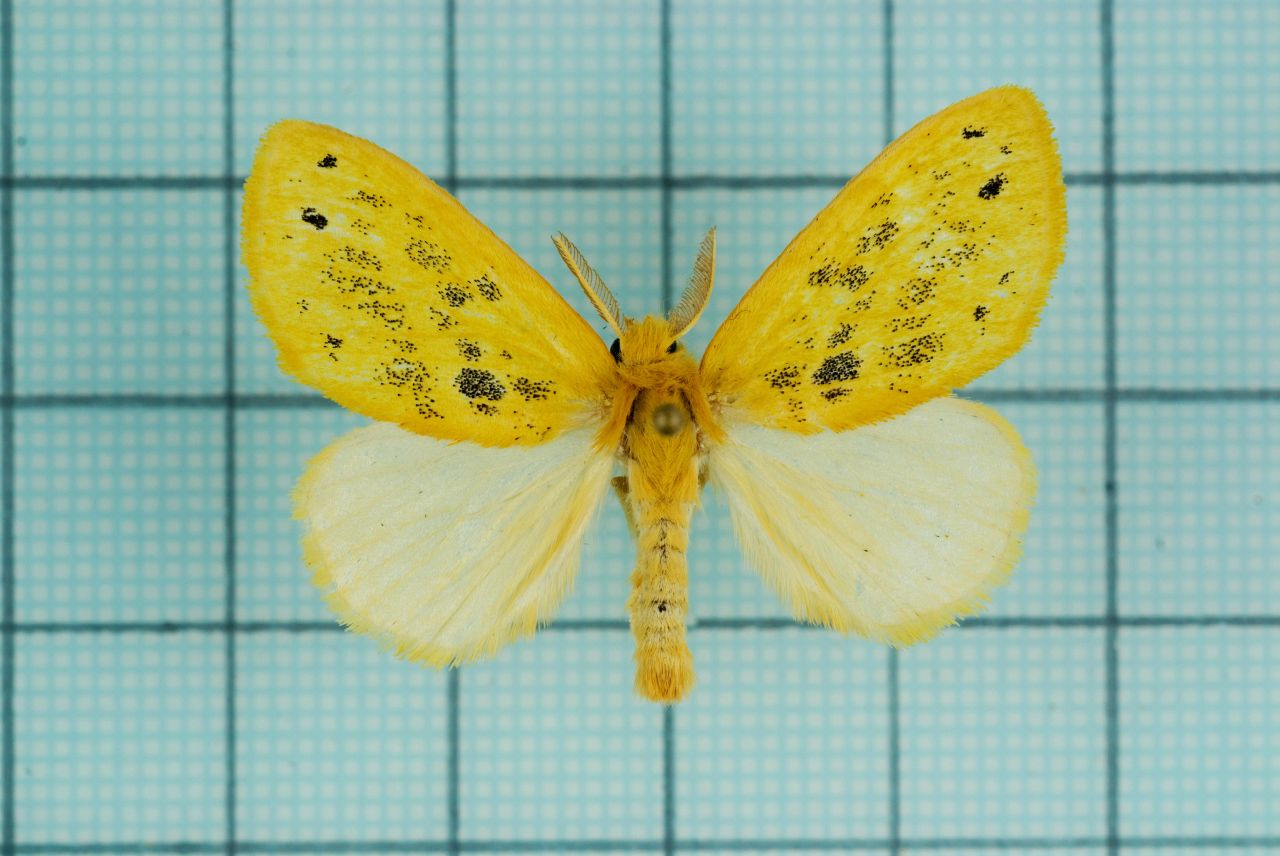